# Appula nigripes
Appula nigripes là một loài bọ cánh cứng trong họ Cerambycidae.